# Cassaforte

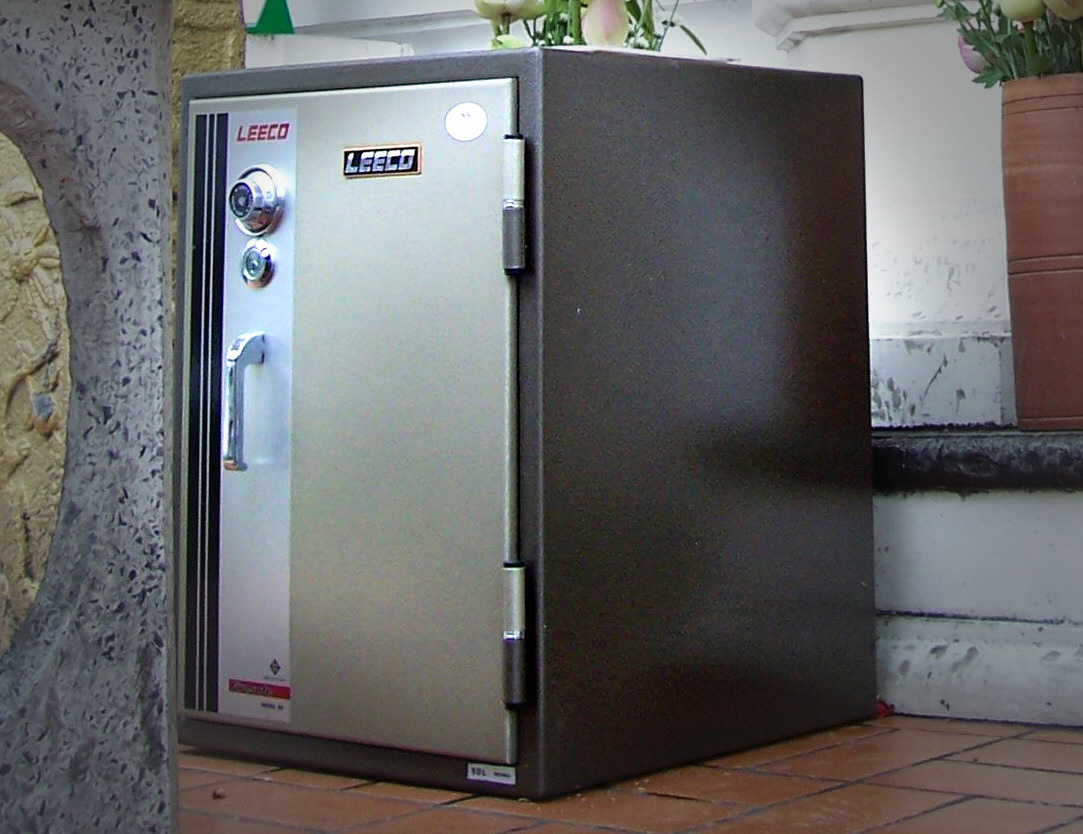
Una cassaforte con serratura a combinazione.

Una cassaforte è un contenitore con serratura, particolarmente resistente alla forzatura, utilizzato per custodire in modo sicuro oggetti importanti come denaro, preziosi, documenti, medicinali o armi.

## Storia
La protezione dei beni preziosi ha radici antichissime. Nell'antico Egitto i tesori dei faraoni erano protetti in luoghi deputati grazie a finte stanze del tesoro e trabocchetti. Nella Grecia antica i tesori erano collocati in stanze protette con pesanti porte di bronzo. Nella Roma antica erano in uso forzieri di legno e metallo per contenere il denaro. Nel corso del tempo sono stati sviluppati mezzi tecnici sempre più raffinati e complessi per la protezione dei beni. Antenati delle casseforti erano contenitori di legno rinforzati con piastre metalliche fissate con chiodi. Questi oggetti erano prodotti artigianali realizzati da fabbri o falegnami in base all'esperienza propria o della bottega di appartenenza.
All'inizio del XIX secolo, con l'affermarsi della borghesia aumentò la richiesta di sistemi per proteggere il denaro. Grazie al contemporaneo svilupparsi dell'industria diversi produttori iniziarono così a realizzare e a mettere in commercio le prime casseforti moderne. Le casseforti a combinazione fecero la loro comparsa negli Stati Uniti prima della guerra civile americana anche se meccanismi di chiusura basati sull'allineamento di sequenze di lettere e/o numeri sono segnalati in Europa anche in periodi precedenti. Obiettivo della produzione industriale nel XIX secolo fu di ottenere materiali abbastanza duri da resistere al taglio e alla perforazione ma abbastanza flessibili da resistere se sottoposti a percussione. Nel ventesimo secolo divennero parametri essenziali per una cassaforte l'inviolabilità delle serrature, l'incombustibilità e la coibenza delle pareti; la resistenza assoluta ai cannelli ossidrico e ossiacetilenico e all'arco elettrico.

## Sistemi di chiusura

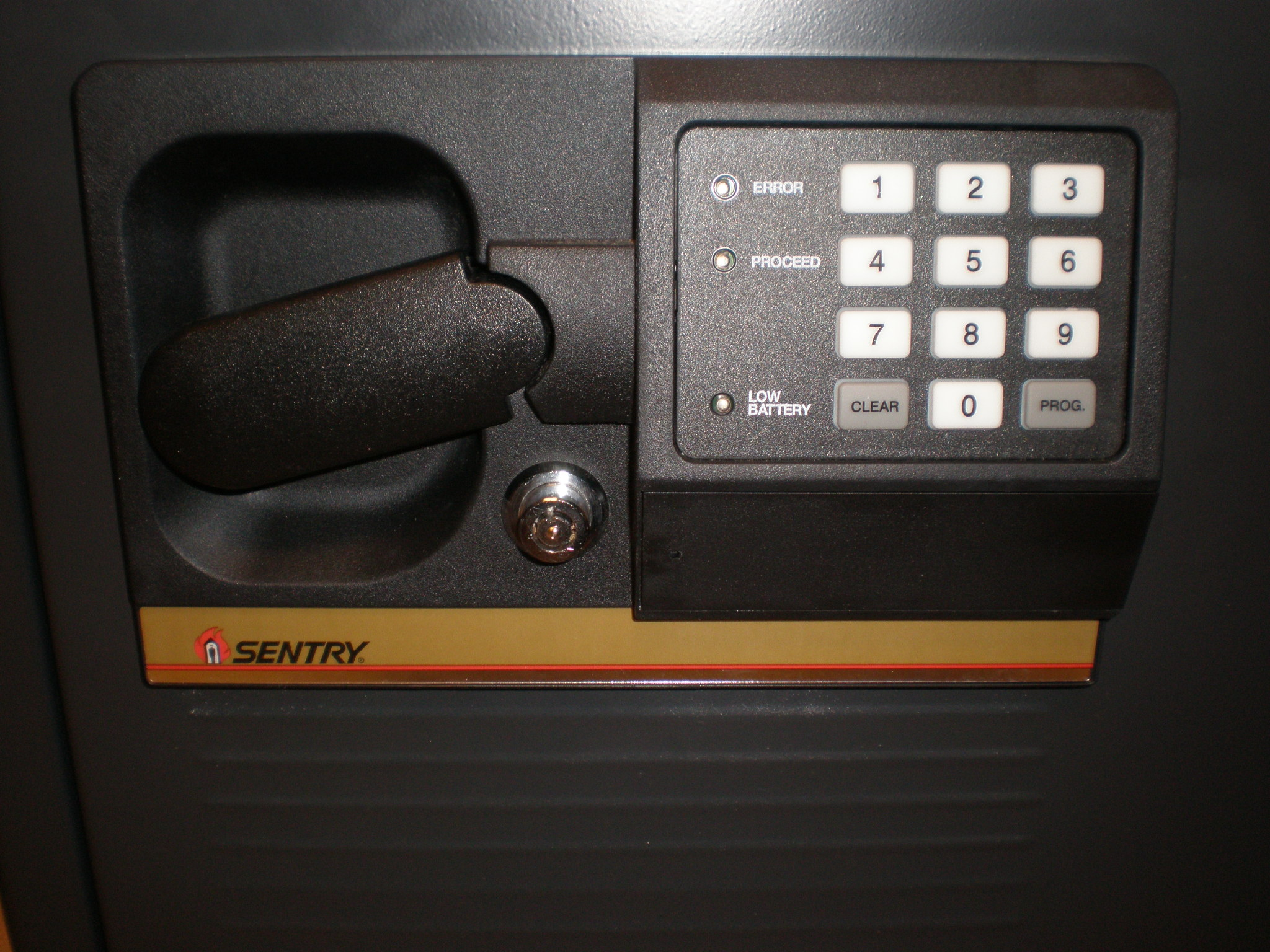
Serratura elettronica

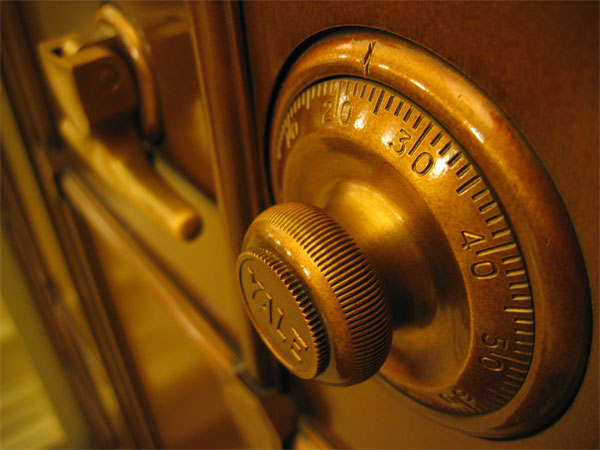
Manopola per combinazione meccanica

I sistemi di chiusura delle casseforti sono generalmente quattro:
- chiave
- chiave + combinazione meccanica
- combinazione meccanica
- elettronica

Esistono poi casseforti con dispositivo di chiusura basato sul riconoscimento delle impronte digitali. Tutti i sistemi di chiusura hanno vantaggi e svantaggi: la chiave, estremamente semplice nell'utilizzo, può però essere persa oppure cadere inavvertitamente e rompersi un dente (nel caso di chiave a doppia mappa).
La serratura con chiave e l'aggiunta della combinazione meccanica richiede lo sblocco di entrambi i sistemi di chiusura per essere aperta. In questo caso, evidentemente, i rischi di perdita della chiave sono gli stessi delle casseforti solo chiave. L'aggiunta della combinazione meccanica aumenta la difficoltà di manipolazione da parte di un eventuale malintenzionato e consente, nei limiti del possibile, di lasciare la chiave nascosta nei locali adiacenti alla cassaforte. Infatti anche avendo la chiave è impossibile sbloccare la serratura senza conoscere il codice della combinazione meccanica.
La serratura solo combinazione meccanica è una serratura molto affidabile e non implica la necessità di custodire chiavi. La manutenzione è ridotta al minimo, ma richiede una precisione molto alta nell'utilizzo. Infatti questo tipo di serratura è penalizzata dalla relativa difficoltà di utilizzo. I principali meccanismi a combinazione meccanica sono a dischi coassiali (nelle versioni con leva a molla, con leva a frizione o leva a gravità), a ingresso diretto (generalmente impiegate in modelli economici) e a bottoni multipli.
La serratura elettronica, oggi molto diffusa tra le casseforti, garantisce la facilità d'uso e l'unica necessità di memorizzare un codice numerico. Chiaramente, come tutta l'elettronica, può essere soggetta a malfunzionamenti che potrebbero richiedere l'intervento di un tecnico specializzato per lo sblocco.
La cassaforte tradizionale, sia essa ad uso residenziale, hotel o professionale, non protegge mai il contenuto da un eventuale incendio. Per questi casi esistono casseforti appositamente studiate per resistere sia ai tentativi di effrazione che ad eventuali incendi. In questo caso la certificazione alla quale il prodotto sarà conforme sarà la UNI EN 1047 (contro il fuoco) e la UNI EN 1143-1 per casseforti professionali o la UNI EN 14450 per casseforti ad uso residenziale, contro l'effrazione.

## Utilizzo
Esistono diversi tipi di casseforti: ad uso privato/residenziale, uso hotel ed uso professionale. Le prime, le più diffuse nelle abitazioni, sono a loro volta di due tipi: a muro (da incassare nel muro) o a mobile (fissabili con tasselli al muro ed al pavimento). Normalmente questo tipo di cassaforte ha spessori della porta e del frontale che vanno da 8 mm a 10 mm e hanno lo spessore del corpo che va da 2 mm a 10 mm. Generalmente le casseforti a muro hanno un corpo dello spessore di 2 mm, quelle a mobile hanno lo spessore del corpo da 3mm a 10mm. Lo spessore del corpo è molto importante per le casseforti a mobile in quanto esse hanno quasi tutti i lati esposti all'eventuale attacco del malintenzionato e devono quindi avere il corpo con una resistenza maggiore. Per le casseforti a muro, invece, lo spessore di 2 mm del corpo è già sufficiente in quanto sarà il conglomerato cementizio ad offrire la resistenza agli attacchi al corpo della cassaforte del malintenzionato. La porta ed il frontale, per entrambi i tipi di cassaforte, devono avere spessori di almeno 8 mm per offrire un'adeguata resistenza agli attacchi. È molto importante per le casseforti ad uso privato la resistenza che queste possono offrire alla manipolazione ed all'attacco con martello.
Le casseforti ad uso hotel, invece, prediligono alla sicurezza del prodotto, la facilità d'uso e gestione della stessa. Generalmente queste casseforti hanno spessore della porta che va da 4 a 6 mm e spessore delle pareti del corpo che vanno da 2 a 3 mm. Il tentativo di scassinamento di una cassaforte per hotel è più difficile da realizzare da parte di un eventuale malintenzionato. Infatti per attaccare una cassaforte con mezzi meccanici è naturale generare del rumore che all'interno di una struttura ricettiva è immediatamente individuabile. La facilità d'uso per l'ospite della struttura e la facilità di gestione della cassaforte da parte della direzione dell'albergo sono fattori molto importanti.

## Metodi di scasso
Per accedere a una cassaforte la criminalità può impiegare diversi metodi. Essi comprendono tentativi di deduzione della combinazione utilizzata (molto raramente), l'uso di grimaldelli, lo sfondamento dello sportello o le pareti mediante mazze, lo scardinamento mediante leve, il taglio mediante smerigliatrice angolare con disco da taglio (detto in gergo "flessibile" o "frullino"), il taglio mediante cannello ossiacetilenico o la lancia termica. La trapanazione è uno dei metodi più comunemente usati dai centri assistenza tecnica per aprire una cassaforte in caso di guasto.

## Normativa
Le casseforti ad uso professionale sono prodotti che vengono realizzati secondo determinate normative.
In Italia, fino al 1976, le classificazioni delle casseforti si riferivano esclusivamente al loro peso. Successivamente, nel 1976, l'Associazione Nazionale fra le Imprese Assicuratrici (ANIA) propose delle normative di classificazione basate sulla resistenza all'effrazione. Nel 1994 venne adottata la certificazione ICIM che faceva riferimento al pr. EN1143-1, integrata dalle norme particolari ICIM 70R002. Nel 1997, venne pubblicata la normativa europea UNI EN 1143-1, norma di riferimento per le casseforti uso gioielleria o banca, relativamente alla resistenza al furto. Le caratteristiche principali delle casseforti professionali sono l'estrema resistenza agli attrezzi da scasso, sia meccanici che termici, il peso, quasi sempre oltre il quintale fino a decine di quintali e l'assicurabilità del contenuto. Nel 2005, infine, venne pubblicata la prima normativa europea dedicata alle casseforti ad uso domestico, la UNI EN 14450. Per la prima volta venivano classificate anche le piccole casseforti da casa.